# Dipaenae rhodura
Dipaenae rhodura är en fjärilsart som beskrevs av Butler 1876. Dipaenae rhodura ingår i släktet Dipaenae och familjen björnspinnare. Inga underarter finns listade i Catalogue of Life.